# Trigonotis chengkouensis
Trigonotis chengkouensis är en strävbladig växtart som beskrevs av Wen Tsai Wang. Trigonotis chengkouensis ingår i släktet Trigonotis och familjen strävbladiga växter. Inga underarter finns listade i Catalogue of Life.